# 三ツ谷洋子
三ツ谷洋子（みつや ようこ、1947年-）は日本のジャーナリスト、スポーツコンサルタント、プロデューサー。元産経新聞社記者、元法政大学教授、元株式会社スポーツ21エンタープライズ代表取締役、女性スポーツ財団日本支部設立者、元公益社団法人日本プロサッカーリーグ理事。専門はスポーツビジネス、スポーツジャーナリズム、女性とスポーツ、スポーツとまちづくり。

## 略歴
1947年：東京都で生まれる。
1970年：慶應義塾大学法学部政治学科卒業
1970年：産経新聞社入社、社会部記者を経て、サンケイスポーツ運動部記者となる。
1973年：同社退社後、フリーランスのスポーツジャーナリストとして、オリンピックなどの国内外のスポーツ事情を取材し、原稿執筆などを開始する。
1980年：株式会社スポーツ21エンタープライズを設立・代表取締役（スポーツビジネス専門のシンクタンク、～2015年解散）
1981年：WSFジャパン設立・代表（女性スポーツ財団日本支部）
1991年：公益社団法人日本プロサッカーリーグ理事（～2008年、後に参与）
2009年：法政大学スポーツ健康学部教授（～2018年）

他に、スポーツ関連を中心に各種団体や検討会等において理事や委員を歴任する。日本体育学会、日本スポーツとジェンダー学会などでも活動した。米国で誕生した女性スポーツ財団（Women's Sports Foundation, WSF）の日本支部を設立し、女性とスポーツについての論客となる。Jリーグには設立前より関与し、理事を務めた。

## 受賞歴
1999年：日本プロスポーツ大賞功労賞

## 執筆・論壇
『ぐんぐん上達する女子テニス』石黒修共著、高橋書店、1983年
『地域スポーツの指導』永島惇正編著、座談会記事、北樹出版、2000年
『アテネ五輪から見えた日本スポーツの未来』杉山茂・岡崎満義・上柿和生編、執筆、創文企画、2004年
『よくわかるスポーツとジェンダー』飯田貴子・熊安貴美江・來田享子編、執筆、ミネルヴァ書房、2018年
その他に、スポーツビジネスや女性スポーツなどについて、多数の講演や記事執筆を行っている。WSFジャパンにおいて、女性とスポーツに関する機関誌を発行するなど、研究活動に取り組んだ。

## 参考資料
- スポーツ21エンタープライズ・ホームページ、2019.9.22閲覧
- 「理想を掲げ続けることで意味をもつ 水野正人×三ツ谷洋子 対談（下）」VOICE編集部、東洋経済オンライン、2019.9.22閲覧
- 女性スポーツ財団日本支部、2019.9.22閲覧